# Ivan Lavrentyjevics Kondakov
Ivan Lavrentyjevics Kondakov (Viljujszk, 1857. október 8. – Elva, 1931. október 14.) orosz vegyész, aki 1901-ben feltalálta a szintetikus gumit.

## Élete
Irkutszki gimnáziumban tanult.A Szentpétervári Állami Egyetemen fizika-matematika karán folytatta a tanulmányait 1880 és 1884 között. 1886-ban a Varsói Egyetemre ment fizika és kémia oktatónak. 1894-ben külső hallgatóként Szentpéterváron szerezte meg a mester fokozatát, majd 1895-ben egyetemi docens, 1889-ben pedig rendes gyógyszerészprofesszor lett a Tartui Egyetemen. 1917-ben a Voronyezsi Egyetem gyógyszerészprofesszora lett, 1918-ban a prágai egyetemre ment, de később visszatért Tartuba.
1901-ben állította elő az első teljesen szintetikus gumit 2,3-dimetil-butadiénből katalizátoroknak, például nátriumnak kitéve (1899-ben szintetizált dimetilbutadiént). Már Szentpéterváron elkezdett dolgozni ezen. Német tudományos folyóiratokban is publikált róla. Munkája a metil-gumi németországi fejlesztését folytatta Fritz Hofmann-nal, a Bayer AG-nél.
1921-ben előadásokat tartott a Sorbonne-on, majd a prágai Károly Egyetem dolgozott, és folytatta a szintetikus gumival kapcsolatos tudományos kutatásokat.

## Emlékezete
- 1957-ben, Kondakov születésének 100. évfordulója kapcsán emléktáblát avattak az elvai házon, ahol élt.
- 1959-ben emlékművet állítottak a sírjára.
- 1977-ben pedig egy dombormű került fel a Tartui Egyetem előcsarnokának falára.

## Fordítás
- Ez a szócikk részben vagy egészben  az   Ivan Kondakov című angol Wikipédia-szócikk ezen változatának fordításán alapul.  Az eredeti cikk szerkesztőit annak laptörténete sorolja fel. Ez a jelzés csupán a megfogalmazás eredetét és a szerzői jogokat jelzi, nem szolgál a cikkben szereplő információk forrásmegjelöléseként.